# Undead Corporation
Undead Corporation — японський екстремальний метал і додзін гурт, створений у Токіо в 2010 році. Музика виконується з поєднанням різних стилів та елементів екстремального металу.

## Історія
Гурт був створений у 2010 році музичним дуетом Кенсуке «Shacho» Мацуяма та Хірано «Shiren» Юкімура з Unlucky Morpheus. Юкімура був замінений вокалістами Кубота Доген і Акемі через два роки після створення групи.
Між 2010 і 2016 роками гурт випустив 14 альбомів і два міні-альбоми, які були створені за франшизами Touhou і KanColle. Це призвело до того, що гурт отримав високу популярність у спільнотах геймерів і отаку. Альбоми Flash Back, No Antidote і JOINT потрапили в Oricon Albums Chart. Альбом JOINT, випущений у 2022 році, включає запрошених вокалів Тома Барбера з Chelsea Grin і Бенджі Веббе з Skindred.
9 жовтня 2015 року гурт відіграв свій перший міжнародний концерт у Ганновері, Німеччина.
У березні 2019 року Кенсуке Мацуяма заснував ще один гурт під назвою Devil Within за жанром дез-метал, у якому грає YU-TO на барабанах. Того ж року сайд-проект випустив свій перший альбом Dark Supremacy.

## Дискографія

### Основні альбоми
| Назва       | Деталі альбому                                                                                 |
| ----------- | ---------------------------------------------------------------------------------------------- |
| O.D.        | - Випущено: 2012-12-30 - Лейбл: немає (ANCO-0008) - Формати: CD, цифрове завантаження          |
| Flash Back  | - Випущено: 2015-07-01 - Лейбл: немає (ANCO-0014) - Формати: CD, цифрове завантаження          |
| NO ANTIDOTE | - Випущено: 2017-10-04 - Лейбл: немає (ANCO-0019) - Формати: CD, цифрове завантаження          |
| J.O.I.N.T.  | - Випущено: 2022-06-09 - Лейбл: немає (UNCO-001, UNCO-002) - Формати: CD, цифрове завантаження |

### Основні живі відео
| Назва       | Деталі альбому                                                   |
| ----------- | ---------------------------------------------------------------- |
| LIVE UNDEAD | - Випущено: 2017-08-16 - Лейбл: немає (ANCO-0018) - Формати: DVD |

### Додзін альбоми
| Title                                                                          | Release date | Catalog number |
| ------------------------------------------------------------------------------ | ------------ | -------------- |
| Gensōkyo Kara Chō-kōtetsu Jūtei Bakuon (幻想郷から超鋼鉄重低爆音)              | 2010-08-14   | ANCO-0001      |
| Mangetsu no Yoru ni Chō-senritsuteki Jūtei Bakuon (満月の夜に超旋律的重低爆音) | 2010-10-31   | ANCO-0002      |
| Gokutetsu (極鉄)                                                               | 2010-12-30   | ANCO-0003      |
| Oni Togizōshi (鬼伽草子)                                                       | 2011-03-13   | ANCO-0004      |
| Rare Tracks (レアトラックス)                                                   | 2011-05-01   | ANCO-0004.5    |
| Watashi wa Mō Shindeiru? (私はもう死んでいる？)                                | 2011-08-13   | ANCO-0005      |
| Ichigeki (一撃)                                                                | 2011-12-30   | ANCO-0006      |
| Benizome no Oni ga Naku (紅染の鬼が哭く)                                       | 2012-08-11   | ANCO-0007      |
| Parallelism・γ                                                                 | 2012-12-30   | UNUN-0001      |
| Bōkun (暴君)                                                                   | 2013-08-12   | ANCO-0009      |
| Shinsoku (神速)                                                                | 2014-08-16   | ANCO-0010      |
| Tsuwamono (兵-つはもの-)                                                       | 2014-12-29   | ANCO-0011      |
| Umi no Kaze Riku no Hana (海の風 陸の花)                                       | 2014-12-29   | ANCO-0012      |
| Shunsatsu (瞬殺)                                                               | 2015-05-10   | ANCO-0013      |
| Mettagiri (滅多斬)                                                             | 2015-08-14   | ANCO-0015      |
| Otoko (漢)                                                                     | 2015-12-30   | ANCO-0016      |
| Tamashii (魂)                                                                  | 2016-05-08   | ANCO-0017      |
| Kabukimono (傾奇者)                                                            | 2017-12-29   | ANCO-0020      |
| Gō (剛)                                                                        | 2018-05-06   | ANCO-0021      |
| Oni togizōshi kyoku (鬼伽草子・極)                                             | 2024-08-12   | ANCO-0022      |

### Компіляції додзін альбомів
| Назва               | Дата випуску | Каталожний номер |
| ------------------- | ------------ | ---------------- |
| TOHO COMPLETE BOX   | 2013-12-30   | COM-1            |
| TOHO COMPLETE BOX 2 | 2016-12-29   | COM-2            |

## Зовнішні посилання
- Офіційна домашня сторінка